# Fehime Sultan
Fehime Sultan (Istanbul, 1875 - Niça, 15 de setembre de 1929) va ser una infanta otomana, filla del soldà Murat V amb la seva esposa Meyliservet Kadınefendi. Fehime era una patriota, i que tot i que membre de la familia otomana va recolzar al moviment nacionalista i la lluita d'alliberament nacional liderada per Mustafa Kemal Paşa.